# Saint-Quintin-sur-Sioule
Saint-Quintin-sur-Sioule település Franciaországban, Puy-de-Dôme megyében. Lakosainak száma 387 fő (2022. január 1.). Saint-Quintin-sur-Sioule Chouvigny, Ébreuil, Champs, Marcillat és Saint-Gal-sur-Sioule községekkel határos.

## Népesség
A település népessége az elmúlt években az alábbi módon változott:
| Lakosok száma | 358  | 379  | 393  | 381  | 383  | 384  | 386  | 386  | 387  |
|               | 2013 | 2015 | 2016 | 2017 | 2018 | 2019 | 2020 | 2021 | 2022 |